# Cheilopogon atrisignis
Cheilopogon atrisignis är en fiskart som först beskrevs av Jenkins, 1903.  Cheilopogon atrisignis ingår i släktet Cheilopogon och familjen Exocoetidae. Inga underarter finns listade i Catalogue of Life.